# Javier Rey
Javier Rey est un acteur espagnol né le 25 janvier 1980 à Noia en Espagne. 
Il est connu pour son rôle d'Alejo de Urso dans Hispania, la leyenda et de Mateo Ruiz Lagasca dans la série Velvet.

## Biographie
Javier Rey fait ses débuts au théâtre en 2001 et commence sa carrière d'acteur dans la série Al filo de la ley où il fait une apparition.
Rapidement, il devient un acteur incontournable de la télévision espagnole. En 200§, il intègre la distribution de Amar en tiempos revueltos. Toutefois, c'est la série Hispania, la leyenda qui le fait connaître auprès du grand public.
En 2014, il intègre la distribution de la série Velvet diffusée en France sur Téva puis M6. La fiction obtient un grand succès en Espagne, ce  qui lui offre une grande popularité, notamment auprès du public féminin.
Finalement en 2017, il participe brièvement au spin off Velvet Coleccion et commence à travailler sur Farina, une série sur le trafic de drogues inspirée de faits réel .
Puis il joue le rôle de « Malpica » un grand trafiquant d'héroïne dans la série Hache qui sera diffusée le 1er novembre 2019 sur Netflix (il y aura une saison 2).
Depuis 2019 il entretient une relation avec l'actrice Blanca Suarez.

## Filmographie

### Cinéma

#### Longs métrages
- 2008 : 8 citas (es) de Peris Romano et Rodrigo Sorogoyen : Pablo
- 2016 : Kiki, l'amour en fête de Paco León : Javier
- 2020 : El Silencio de la Ciudad Blanca (Le silence de la ville blanche) de Daniel Calparsoro : Unai

Prochainement
- 2018 : Sin fin de César et José Esteban Alenda : Javier

#### Courts métrages
- 2010 : La última secuencia de Arturo Ruiz Serrano et Toni Bestard
- 2011 : Lone-illness de Virginia Llera : Lui
- 2012 : La tercera historia de Amanda Rolo : Óscar
- 2012 : Inertial Love de César et José Estéban Alenda
- 2014 : Not the End de César et José Estéban Alenda : David
- 2015 : Todo Lo Demás de Frederico Untermann : Miguel
- 2016 : Síndrome del bolso pesado crónico de Inés de Léon : Manu
- 2017 : El Alquiler de Pablo Gómez-Castro : Manu

### Télévision

#### Téléfilm
- 2011 : Operación Malaya de Manuel Huerga : Miguel Ángel Torres

#### Séries télévisées
- 2005 : Al filo de la ley (es) : Darío (1 épisode)
- 2007 : Valderrei : Rafa (86 épisodes)
- 2007 : Amar en tiempo revueltos : Sancho (3 épisodes)
- 2008-2010 : Impares : Esteban (3 épisodes)
- 2009 : Marisol, la película (es) (mini-série) : Carlos (2 épisodes)
- 2009 : La que se avecina : Manuel (1 épisode)
- 2009 : La chica de ayer (es) : Jose Cristobal Mateo (8 épisodes)
- 2010-2012 : Hispania, la leyenda : Alejo (19 épisodes)
- 2012-2013 : Bandolera : Raul Delgado (20 épisodes)
- 2012-2014 : Isabel : Diego Pacheco (11 épisodes)
- 2013-2016 : Velvet : Mateo Ruiz Lagasca (55 épisodes)
- 2016 : Lo que escondían sus ojos (es) (mini-série) : Cristobal Balenciaga (4 épisodes)
- 2017 : El final del camino (es) : Pedro de Catoira (8 épisodes)
- depuis 2017 : Velvet Colección : Mateo Ruiz Lagasca
- 2018 : Fariña : Sito Miñanco (10 épisodes)[1]
- 2019 : Hache : Salvador Malpica (8 épisodes)
- 2024 : Dernière nuit à Tremor : Álex de la Fuente

## Prix et nominations
- 2006 : Prix du meilleur acteur d'interprétation masculine pour la pièce Estación de Juego.
- 2015 : Prix du meilleur acteur pour le court métrage Not the end.
- 2016 : Nomination de la meilleure interprétation pour son rôle de Mateo Ruiz dans Velvet au Paramount Awards.